# Ruined Castle
Das Ruined Castle (englisch für Burgruine, polnisch Zrujnowany Zamek) ist ein großer Felsvorsprung auf King George Island im Archipel der Südlichen Shetlandinseln. Er ragt im nordöstlichen Teil des Massivs von Mount Hopeful in den Arctowski Mountains auf.
Polnische Wissenschaftler benannten ihn 1981 deskriptiv.